# Ortelle
Ortelle é uma comuna italiana da região da Puglia, província de Lecce, com cerca de 2.486 habitantes. Estende-se por uma área de 9 km², tendo uma densidade populacional de 276 hab/km². Faz fronteira com Castro, Diso, Poggiardo, Santa Cesarea Terme, Spongano.

## Demografia
| Variação demográfica do município entre 1861 e 2011                               |
|                                                                                   |
| Fonte: Istituto Nazionale di Statistica (ISTAT) - Elaboração gráfica da Wikipedia |